# Paraputo myrmecophilus
Paraputo myrmecophilus är en insektsart som beskrevs av Mamet 1951. Paraputo myrmecophilus ingår i släktet Paraputo och familjen ullsköldlöss.
Artens utbredningsområde är Madagaskar. Inga underarter finns listade i Catalogue of Life.